# Arborescencia eléctrica

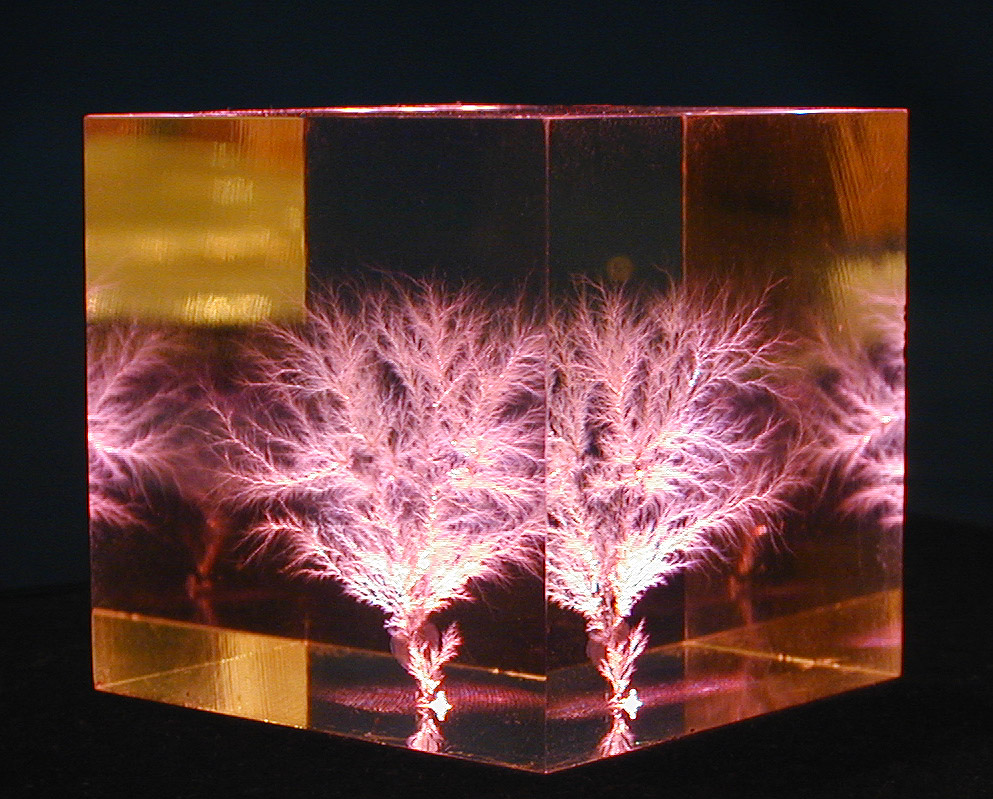
Una arborescencia eléctrica tridimensional, "árbol eléctrico" o figura de Lichtenberg generada en el interior de un cubo de acrílico (polimetilmetacrilato, PMMA) de 38 mm de arista.

En ingeniería eléctrica, la arborescencia eléctrica es un fenómeno eléctrico previo a la ruptura dieléctrica de un material aislante. En ocasiones, aun en español, suele emplearse como sinónimo el término inglés "electrical treeing". Es un proceso destructivo progresivo e irreversible debido a descargas parciales, que avanza dentro o en la superficie de un dieléctrico cuando se lo somete a un prolongado estrés eléctrico de alta tensión. El nombre «arborescencia» se debe a que sigue un patrón semejante a las ramificaciones de un árbol.

## El fenómeno y sus causas
La arborescencia eléctrica se inicia y se propaga gradualmente cuando un material dieléctrico sólido se somete al estrés de un campo eléctrico elevado y divergente durante un tiempo prolongado. Las características de la arborescencia dependerán de la tensión eléctrica empleada, del material dieléctrico, y aun de variaciones en la morfología producidas por proporciones de mezcla distintas o variaciones de temperatura. 
También puede producirse dentro de los materiales semiconductores dopados cuando están polarizados en sentido de no conducción, lo que empeorará drásticamente su tensión de pico inverso. Se observa que las arborescencias eléctricas se inician en puntos del aislante donde impurezas, burbujas gaseosas, discontinuidades físicas, defectos mecánicos o partículas conductoras crean pequeñas regiones con un alto esfuerzo o estrés eléctrico sobre el material dieléctrico. Esto puede ionizar un gas que se encuentre dentro de una discontinuidad de la masa del dieléctrico, y producir pequeñas descargas eléctricas entre las paredes de la discontinuidad. Una impureza o defecto puede inclusive producir una fractura parcial del propio dieléctrico. La luz ultravioleta y el ozono producidos por esas descargas parciales reaccionarán con el material dieléctrico vecino y lo descompondrán, y degradarán su capacidad como aislante. Los dieléctricos degradados frecuentemente liberan gases y crean así nuevas discontinuidades físicas y fracturas. Estos defectos en algún momento empobrecerán la capacidad aislante del material, empeorarán el estrés eléctrico y acelerarán el proceso de descargas parciales y el de degradación.
Con el tiempo se formará dentro del dieléctrico una figura ramificada tridimensional semejante a un árbol, parcialmente conductora de la electricidad. Esta arborescencia puede en ocasiones crecer hasta el punto de causar la falla completa del material aislante. Éste suele ser un mecanismo usual de falla a largo plazo en los cables subterráneos de alta tensión aislados con polímeros. A veces esta falla se inicia por la penetración de humedad en el material aislante, lo que producirá un fenómeno llamado arborescencia acuosa, a. higroscópica o árbol de agua, que luego se seguirá de una arborescencia eléctrica que se verá sobrepuesta a la imagen de la arborescencia acuosa.
De una manera similar, pueden aparecer arborescencias eléctricas bidimensionales sobre la superficie de aislantes sometidos a un gran estrés eléctrico, o cuya superficie se contaminó con polvo, sales minerales o humedad. El camino eléctrico superficial, a veces llamado aún en español por sus nombres en inglés "Tracking" o "dry banding", es un típico mecanismo de falla en los aisladores eléctricos aéreos de potencia sometidos a contaminación con niebla salina, como en la proximidad de la costa marítima. 
En ocasiones, esos dibujos que siguen patrones ramificados bi y tridimensionales son llamados figuras de Lichtenberg. Este nombre se emplea, sobre todo, cuando las arborescencias se producen intencionalmente con propósitos artísticos.

## Utilidad técnica

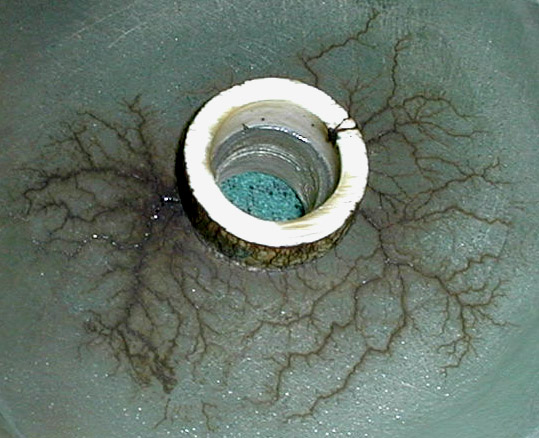
Arborescencias eléctricas bidimensionales (o "tracking") que recorren la superficie de una placa de policarbonato que formó parte de un trigatrón. Esos caminos de conducción parcial llevarán finalmente a la prematura avería y a la falla operacional del dispositivo.

Se presentan arborescencias eléctricas o figuras de Lichtenberg en el equipamiento de alta tensión poco antes de su falla. El estudio de las arborescencias encontradas en el material aislante durante la investigación posterior a la falla, puede ser muy útil para encontrar la causa de la avería. Un experimentado ingeniero especializado en altas tensiones, a partir de la dirección y el tipo de arborescencia y de ramificación, puede ver dónde estuvo situado el origen de la falla y posiblemente encontrar la causa. Los transformadores averiados, cables de alta tensión, aisladores y otros dispositivos pueden provechosamente ser estudiados de esta manera. En el caso de aislamientos con papel seco o papel impregnado de aceite, al desenrollarlo se podrán reconstruir y estudiar las arborescencias. Si se trata de aislantes sólidos, se los puede cortar en rodajas. Luego habrá que esquematizar el recorrido de las descargas y documentarlo en fotografías para formar un útil archivo acerca del proceso de esa avería.

## Tipos de arborescencia
Las arborescencias pueden categorizarse eficazmente en relación con los diferentes patrones de ramificación. Estos son: 1. dendrítico, 2. tipo rama, 3. tipo arbusto, 4. espiga, 5. corbata de lazo y 6. árbol ventilado. Los dos tipos de arborización más comunes son los últimos mencionados.
Árboles en corbata de lazoLas arborescencias en corbata de lazo son las que comienzan a crecer desde el interior del material dieléctrico y avanzan simétricamente hacia fuera, desde los electrodos. Como comienzan desde dentro del dieléctrico, no reciben el libre suministro de aire que permitiría un continuo soporte de las descargas parciales. Por esto, estas arborescencias muestran crecimientos discontinuos que son el motivo de que generalmente no crezcan lo suficiente como para atravesar por completo la aislación entre electrodos, así que no suelen producir a corto plazo la falla total de la aislación.
Árboles ventiladosLos árboles ventilados son arborescencias que se inician en el área de contacto de una aislación con su electrodo, y crecen en dirección hacia el otro electrodo. El acceso al aire libre es un factor importante para el crecimiento con un patrón en árbol ventilado. Estas arborescencias tienen la capacidad de crecer continuamente hasta alcanzar el otro electrodo, formar un puente conductivo, y así causar la falla total de la aislación.